# Jack Vance
John Holbrook Vance (n. 28 august 1916, California, SUA – d. 26 mai 2013, Oakland, California, SUA) a fost un autor american de literatură fantastică și științifico-fantastică. Majoritatea operelor sale au fost publicate sub numele de Jack Vance. Vance a publicat 11 romane polițiste ca John Vance Holbrook și 3 sub pseudonimul Ellery Queen. A mai folosit și alte nume: Alan Wade, Peter Held, John van See sau Jay Kavanse. A câștigat mai multe premii: Premiul Hugo în 1963 pentru The Dragon Masters, în 1967 pentru The Last Castle și în 2010 pentru memoriile sale This is me, Jack Vance, un Premiu Nebula în 1966 tot pentru The Last Castle; Premiul Jupiter în 1975; World Fantasy Award în 1984 pentru realizările sale de-o viață și în 1990 pentru Lyonesse: Madouc. A primit Premiul Edgar pentru cel mai bun roman de suspans primul în 1961 pentru The Man in Cage. În 1992 el a fost oaspete de onoare la Worldcon în Orlando, Florida. În 1997 a fost numit un SFWA Grand Master. New York Times Magazine îl descrie în 2009 pe Vance ca fiind una dintre vocile literaturii americane cele mai distinse și subevaluate. 
A fost influențat de Jeffery Farnol, P.G. Wodehouse și L. Frank Baum, potrivit declarațiilor scriitorului. A influențat scriitori ca Michael Chabon, Frank Herbert, Michael Moorcock, Roger Zelazny, Gene Wolfe, Terry Pratchett, Gardner Dozois, Neil Gaiman, George R. R. Martin, Terry Dowling, Poul Anderson, Robin Hobb, Dan Simmons, Kage Baker, Robert Silverberg, Dean Koontz, Ursula K. Le Guin.